# Kepler-16
Kepler-16 є подвійною зорею, що складається з маломасивних зір головної послідовності спектрального класу K (помаранчевий карлик) та M (червоний карлик), й навколо їх спільного центу мас по орбіті рухається екзопланета Kepler-16b, що має розмір Сатурна.  Природа цього об'єкту була з'ясована 15 вересня 2011р. на основі аналізу даних фотометрії, отриманих космічним телескопом Кеплер.

## Подвійна зоря
Первинна зоря цієї подвійної системи називається Kepler-16A й має масу близько 0.7{\displaystyle {\begin{smallmatrix}M_{\odot }\end{smallmatrix}}}. Вона є помаранчевим карликом й продовжує свій шлях еволюції на головній послідовності. Її ефективна температура становить близько 4500 °K й, відповідно, дана зоря має спектральний клас K. 
Вторинний компонент системи називається Kepler-16B й має масу близько 0.2{\displaystyle {\begin{smallmatrix}M_{\odot }\end{smallmatrix}}}. Вона також все ще знаходиться на головній послідовності й є червоним карликом.
Зорі подвійної системи знаходять одна від одної на відстані близько 0.22 а.о., й здійснюють повний оберт навколо спільного центру мас протягом 41 доби.

## Планетна система
Kepler-16b є газовим гігантом, що обертається навколо подвійної системи Kepler-16. Маса екзопланети становить десь третину маси Юпітера, а її розмір відповідає десь розміру Сатурна. Kepler-16b здійснює повний оберт навколо подвійної зорі протягом  228.776 доби.
| Планета (по порядку віддалення від зорі) | Маса     | Радіус    | Велика піввісь (а.о.) | Орбітальний період (діб) | Нахил орбіти (°) | Ексцентриситет орбіти | Кіл-ть супутників |
| ---------------------------------------- | -------- | --------- | --------------------- | ------------------------ | ---------------- | --------------------- | ----------------- |
| b                                        | 0.333 MJ | 0.7538 RJ | 0.7048                | 228.776                  | 90.0322 ± 0.0023 | 0.0069                | ?                 |

## Зовнішіні посилання
- Overbye, Dennis.  "NASA зареєструвало планету, що «танцює» з парою зірок."  The New York Times.  15 вересня 2011.  Веб.: 15 вересня 2011.  http://www.nytimes.com/2011/09/16/science/space/16planet.html?_r=1 [Архівовано 12 листопада 2020 у Wayback Machine.]
- NASA Ames Research Center: Kepler-16b Kepler Discoveries [Архівовано 31 березня 2017 у Wayback Machine.](англ.)